# Mesochorus platygorytos
Mesochorus platygorytos är en stekelart som beskrevs av Dasch 1971. Mesochorus platygorytos ingår i släktet Mesochorus och familjen brokparasitsteklar. Inga underarter finns listade i Catalogue of Life.